# 施志昌
施志昌 （1984年04月04日—），臺灣政治人物，民主進步黨新潮流系成員，現任臺中市議員。文華高中、東海大學行政管理暨政策學系學系畢業、國立中興大學法政學院國際政治研究所碩士，曾為私立東海大學第十七屆學生會會長、民主進步黨第十五屆全國黨代表、民主進步黨臺中市黨部第三屆執行委員、臺中市道卡斯青年工作會理事長、臺中市經濟發展研究協會理事長、立法院副院長蔡其昌特別助理，因為蔡其昌關係空降至台中第一選區參選議員並當選。

## 事件
2018年台中市議員選舉，與林義偉、林祈烽、黃守達、林德宇4位新潮流系幕僚世代成立「五力新世代」。
2020年7月與其家人曾於街頭目擊街頭暴力事件，隨即召開記者會，要求台中市長盧秀燕拿出態度與對策，勿讓台中承受「高譚市」汙名。。

## 趣聞
曾被中華民國總統蔡英文指出其與立法委員蔡其昌體格相近，長相神似。

## 選舉紀錄
2018年，以18,013票（25.16%）當選臺中市議會第一選區（大甲區、大安區、外埔區）第三屆議員，後於2022年在同一選區以18,367票（28.09%）成功連任。
| 年度 | 選舉屆數             | 選舉區           | 所屬政黨   | 得票數 | 得票率 | 當選標記 | 備註 |
| ---- | -------------------- | ---------------- | ---------- | ------ | ------ | -------- | ---- |
| 2018 | 第三屆臺中市議員選舉 | 臺中市第一選舉區 | 民主進步黨 | 18,013 | 25.16% |          |      |
| 2022 | 第四屆臺中市議員選舉 | 臺中市第一選舉區 | 民主進步黨 | 18,367 | 28.09% |          |      |

## 外部連結
- 施志昌的facebook粉絲專頁
- 施志昌的Instagram粉絲專頁
- 施志昌的官方Thread